# Mario Bellatin
Mario Alfredo Bellatin Cavigiolo (Mexico, 23 juillet 1960) est un écrivain mexicain.

## Biographie
Fils de parents péruviens, Mario Bellatin est né à Mexico. Il est né sans bras droit. Sa famille part pour le Pérou lorsqu’il a quatre ans. Il étudie la théologie pendant deux ans au séminaire Santo Toribio de Mogrovejo, puis les sciences de la communication à l’Université de Lima. C’est à Lima qu’il publie son premier livre en 1986 : Mujeres de sal.
En 1987, il part pour Cuba afin d’étudier le scénario de film à la Escuela Internacional de Cine y Televisión à San Antonio de los Baños. De retour au Pérou, il continue à y publier ses œuvres jusqu’en 1995 — date à laquelle il regagne le Mexique.
Bellatin a été directeur du Département de Lettres et Sciences Humaines de l'Université du Cloître de Sor Juana et membre du Système national des créateurs du Mexique de 1999 à 2005.

## Œuvre littéraire
Il est directeur de l’École dynamique des écrivains à Mexico, créée en 2001, qui propose des méthodes alternatives de création littéraire.
L’écriture de Bellatin est fortement influencée par sa formation académique, d’une part, mais aussi d’autre part par son expérience du cinéma. Il propose une réalité fragmentée dans le temps, non linéaire, et cherche à créer des sensations fortes, troublantes, déstabilisantes, chez le lecteur. Son œuvre, fortement expérimentale, est un jeu permanent entre réalité et fiction, entre récits apocryphes et biographies, qui crée des situations improbables, étranges et parfois drôles.
Son œuvre est traduite en anglais, en allemand, en italien, en portugais et en français.

## Prix
- Son roman Salon de beauté est finaliste du Prix Médicis étranger en 2000[4].
- Prix Xavier-Villaurrutia, pour Flores (2001).
- Prix Casa de las Américas, pour El libro uruguayo de los muertos (2015).
- Prix Mazatlan du meilleur écrivain mexicain (2008)[5]